# 許蘭洲
許 蘭洲（きょ らんしゅう）は、清末、中華民国の軍人。北京政府、奉天派に属した。字は芝田。

## 事跡

### 清末民初の活動
湖南陸軍学堂を卒業し、1895年（光緒21年）、袁世凱の新建陸軍督練処に加入する。しかし1901年（光緒27年）11月、軍機大臣栄禄の命により、宦官と乱闘し数人を負傷させたため、袁により営官に回される。さらに別の傷害事件に関与したため、張勲配下に移された。
1908年（光緒34年）、黒竜江巡防営第2路統領に任命される。匪賊討伐の功績で黒龍江省巡防統領となったが、1909年（宣統元年）、軍紀不良を理由に罷免された。しかし1911年（宣統3年）10月、黒竜江省巡撫宋小濂に巡防隊統領官として再任用された。
1913年（民国2年）、黒竜江省陸軍第2混成旅旅長に昇進し、少将に任じられた。翌年、馬賊討伐の軍功により黒竜江省陸軍暫編第1師師長に任命され、陸軍中将位を授与された。袁世凱が皇帝に即位した1915年（民国4年）12月に、三等男に封じられている。1916年（民国5年）5月、袁世凱の皇帝即位取消し前後の混乱を衝き、許蘭洲は、黒竜江将軍朱慶瀾に軍事的圧力をかけて下野させた。これにより、許は暫く署黒竜江将軍に任じられたが、まもなく畢桂芳が黒竜江将軍（後に督軍）となる。
1917年（民国6年）2月、許蘭洲は黒龍江陸軍第1師師長に昇進した。同年6月、北京政府の混乱の隙をつき、畢桂芳に軍事的圧力をかけて下野に追い込んだ。これにより許は自ら督軍兼省長を称した。しかし省内の各層から反対にあい、許も辞任に追い込まれている。

### 奉天派での活躍
1918年（民国7年）、許蘭洲は、張作霖から攝陝奉軍司令に任命された。以後、1920年（民国9年）に東三省巡閲使署参謀長、1922年（民国11年）に東北騎兵第1師師長（騎兵集団司令）と歴任した。同年4月の第1次奉直戦争に参戦したが、直隷派に包囲され、軍を殲滅された。
民国12年（1923年）に東北陸軍整理処顧問となる。1924年（民国13年）9月、鎮威軍第6軍軍長に任命され、江蘇省・浙江省方面での直隷派との戦いで善戦した。1927年（民国16年）に安国軍大元帥府侍従武官長となった。1928年（民国17年）6月の張作霖死後に引退し、天津に移住する。後に北京紅十字会会長、河北省国術館館長等を務めた。
1951年1月14日、北京で病没。享年80。